# Trimeresurus gracilis
Trimeresurus gracilis är en ormart som beskrevs av Oshima 1920. Trimeresurus gracilis ingår i släktet palmhuggormar, och familjen huggormar. IUCN kategoriserar arten globalt som livskraftig. Inga underarter finns listade i Catalogue of Life.
Ormen förekommer endemisk på Taiwan. Den vistas i bergstrakter ovanför 2000 meter över havet. Arten lever i skogar och på skogsgläntor som är täckta med gräs och bambu.
Individerna är huvudsakligen aktiva på dagen och de vistas främst på marken. Trimeresurus gracilis jagar kräldjur och groddjur som ödlor, salamandrar och grodor samt mindre däggdjur som gnagare och näbbmöss. Enligt en studie är arten inte känsligare för låglandets varma temperaturer än andra släktmedlemmar som lever i Taiwans lågland.